# Ito En
ITO EN est une entreprise agroalimentaire japonaise, spécialisé dans la production, la transformation et la distribution de thé et de boissons non-alcoolisés.

## Histoire
Fondée en 1966 sous le nom de Frontier Tea Corporation à Shizuoka, c'est en 1969 que son nom devient ITO EN.
En 1984 ITO EN est la première entreprise à distribuer du thé conditionné en cannette, le Kan-iri Sencha.
Cherchant à étendre son activité dans le café, ITO EN a créé en 2006 FoodX Globe (maintenant Tully Coffee Japan) qui opère les cafés de la chaine Tully's Coffee.
Ito En a signé avec Danone en 2008 un contrat exclusif pour la vente des eaux minérales Evian sur le territoire Japonais.

## Produits
- Thés Japonais
- Jus de légumes
- Thés noirs
- Cafés
- Thés Chinois
- Jus de fruits
- Eaux minérales
- Autres boissons
- Thés en feuilles, thés en sachets, thés instantanés
- Suppléments alimentaires